# Taekwondo-Europameisterschaften 1976
Die Taekwondo-Europameisterschaften 1976 fanden erstmals vom 22. bis 23. Mai 1976 in Barcelona, Spanien, statt. Veranstaltet wurden die Titelkämpfe von der European Taekwondo Union (ETU). Insgesamt fanden acht Wettbewerbe bei den Männern in unterschiedlichen Gewichtsklassen statt.
Die Niederlande war mit zwei Gold- und zwei Silbermedaillen sowie einer Bronzemedaille die erfolgreichste Nation. Die Bundesrepublik Deutschland erreichte Rang zwei mit zweimal Gold und fünfmal Bronze, dahinter folgte der Gastgeber Spanien.

## Medaillengewinner
| Gewichtsklasse | Gold              | Silber           | Bronze               |
| -------------- | ----------------- | ---------------- | -------------------- |
| - 48 kg        | Eddi Klimt        | Osman Kara       | Domingo Martínez     |
| - 48 kg        | Eddi Klimt        | Osman Kara       | Jesús Martín         |
| - 53 kg        | Murat Gollo       | Fernando Vadillo | Eduardo Merchán      |
| - 53 kg        | Murat Gollo       | Fernando Vadillo | Gisbert Osterwald    |
| - 58 kg        | Josef Ascanio     | Kaya Kıraç       | Eugenio Castro       |
| - 58 kg        | Josef Ascanio     | Kaya Kıraç       | Helmut Schneider     |
| - 63 kg        | Christian Strysch | Peter Hauswald   | Wolfgang Dahmen      |
| - 63 kg        | Christian Strysch | Peter Hauswald   | Hugo Villamide       |
| - 68 kg        | Lindsay Lawrence  | Jan Wanrooy      | Eric Gancylus        |
| - 68 kg        | Lindsay Lawrence  | Jan Wanrooy      | Hubert Leuchter      |
| - 74 kg        | Walter van Emerik | Antonio Vicent   | Francesco Sanila     |
| - 74 kg        | Walter van Emerik | Antonio Vicent   | Josef Steinberger    |
| - 80 kg        | Tini Dona         | Wolfgang Schindl | Pedro Secorum        |
| - 80 kg        | Tini Dona         | Wolfgang Schindl | Ben van der Wal      |
| + 80 kg        | José Izquierdo    | Ad van Emerik    | Francisco Vallecillo |
| + 80 kg        | José Izquierdo    | Ad van Emerik    | Reza Zademohammad    |

## Medaillenspiegel
| Platz  | Land                   | Gold | Silber | Bronze | Gesamt |
| ------ | ---------------------- | ---- | ------ | ------ | ------ |
| 1      | Niederlande            | 2    | 2      | 1      | 5      |
| 2      | BR Deutschland         | 2    | −      | 5      | 7      |
| 3      | Spanien                | 1    | 2      | 7      | 10     |
| 4      | Türkei                 | 1    | 2      | −      | 3      |
| 5      | Italien                | 1    | −      | 1      | 2      |
| 6      | Vereinigtes Königreich | 1    | −      | −      | 1      |
| 7      | Österreich             | −    | 1      | 1      | 2      |
| 8      | Belgien                | −    | 1      | −      | 1      |
| 9      | Frankreich             | −    | −      | 1      | 1      |
| Gesamt | Gesamt                 | 8    | 8      | 16     | 32     |